# Magpul PDR
A Magpul PDR (Personal Defense Rifle; em português: "Fuzil de Defesa Pessoal"), apresentada pela Magpul Industries em 2006, é um protótipo de carabina bullpup que utiliza munição 5,56x45mm NATO. Embora seu desenvolvimento tenha sido interrompido em 2011, recebeu alguma atenção, principalmente devido à sua aparência "futurista". O sistema consiste em uma carabina bullpup operada a gás, destinada a substituir algumas submetralhadoras, pistolas M9 e carabinas M4, enquanto ainda oferece disparo rápido e alcance de uma carabina M4 em uma arma de fogo ultra compacta.
A PDR é uma das poucas armas defesa pessoal projetadas para usar um calibre padrão de modo a que a logística seja simplificada. O método de operação é um pistão a gás de curso curto. É de ação simples, possui um sistema de ejeção ambidestro e controles ambidestros.
A PDR-C (Compacta) apresenta um cabo de pistola estilo FN P90 e ergonomia, oferecendo uma arma mais compacta, enquanto a PDR-D (Direta) usa um cabo vertical de pistola mais convencional (semelhante a uma Steyr TMP) e segurança para impedir que os usuários se machuquem.